# Racket (misdaad)
Een racket (zwendel) is een dienst die wordt aangeboden om een probleem op te lossen dat niet bestaat, een dienst die niet in werking zal worden gezet, of een dienst die niet zou bestaan als het racket niet zou bestaan. Een belangrijk kenmerk van een racket is dat het wordt uitgevoerd door de georganiseerde misdaad.
Een van de bekendste voorbeelden van een racket is afpersing. In het bijzonder kan het potentiële probleem worden veroorzaakt door dezelfde partij die aanbiedt om datzelfde probleem op te lossen, met de bedoeling om voortdurende klandizie te genereren voor deze partij. Een archetype is de "beschermingracket", waarin een persoon of groep aangeeft dat hij een winkel tegen mogelijke schade zou kunnen beschermen. Deze schade zou die persoon of groep anders zelf toebrengen, terwijl het verband tussen de dreiging en de beveiliging min of meer versluierd blijft.
Een ander voorbeeld is heling, waarbij gestolen goederen (eventueel via een derde partij) weer terugverkocht worden aan de oorspronkelijke eigenaar.